# Saint-Martin-sur-Écaillon
Saint-Martin-sur-Écaillon é uma comuna francesa na região administrativa de Altos da França, no departamento do Norte. Estende-se por uma área de 5.3 km². Em 2010 a comuna tinha 519 habitantes (densidade: 97,9 hab./km²).